# Juice (Magazin)

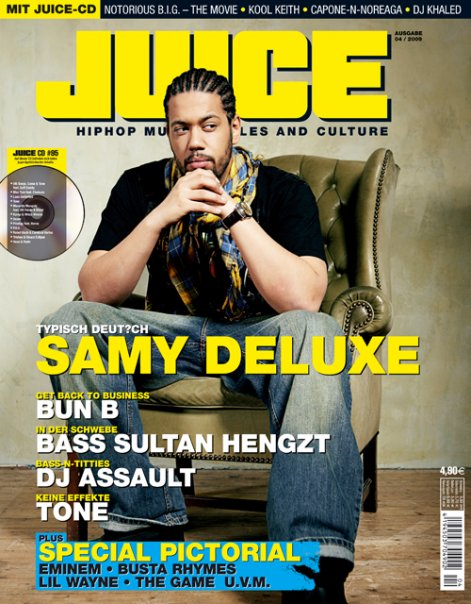
Samy Deluxe auf dem Cover der April-Ausgabe der Juice (2009)

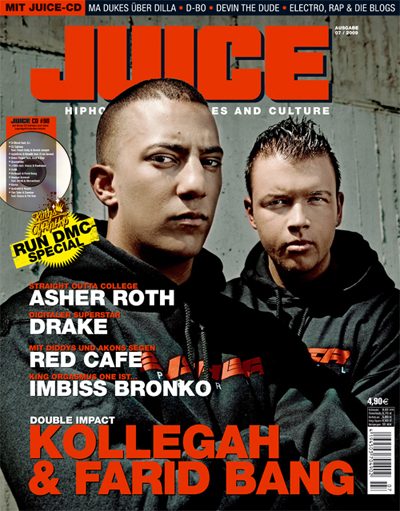
Kollegah und Farid Bang auf dem Cover der Juli-Ausgabe der Juice (2009)

Juice (Eigenschreibweise: JUICE) war ein deutsches Hip-Hop-Magazin. Zwischen 1997 und 2019 erschienen 195 Ausgaben der Zeitschrift in Printform im Verlag Piranha Media. Infolge stark zurückgehender Verkaufszahlen wurde die Juice 2019 in ein reines Onlineformat umgewandelt. 2022 wurde auch dessen Betrieb bis auf Weiteres eingestellt.

## Übersicht
In jeder Ausgabe waren zahlreiche Interviews mit Rappern und Reviews zu aktuellen Veröffentlichungen abgedruckt. Pro Ausgabe wurde außerdem ein Album von der Redaktion zum Album des Monats ernannt. Als weitere Rubrik gab es den Battle of the Ear: Ein Album, das im Hinblick auf seine Qualität von der Redaktion stark unterschiedlich aufgefasst wurde, bekam zwei Reviews von zwei verschiedenen Mitgliedern der Juice-Redaktion. Bewertet wurden Alben in der Juice nach dem Kronen-Prinzip, dabei war eine Höchstwertung von sechs Kronen möglich.
Jährlich wurden von Lesern die Juice-Awards an nationale und internationale Künstler vergeben.
Die 1997 gegründete Zeitschrift erschien 1998 zunächst sechsmal jährlich, zwischen 1999 und 2001 zehnmal jährlich, von 2002 bis 2010 elfmal jährlich, ab dem dritten Quartal 2010 wieder sechsmal jährlich, zwischen dem vierten Quartal 2011 bis Anfang 2016 achtmal jährlich und von jenem Zeitpunkt an bis zur letzten Ausgabe wieder sechsmal jährlich. Im ersten Quartal 2001 verkaufte sich die Juice 51.209-mal. Im zuletzt der IVW gemeldeten Quartal 3/2015 waren es noch gut 13.000 verkaufte Exemplare. Mit der Ausgabe Nr. 195 wurde im November 2019 die letzte gedruckte Version der Juice veröffentlicht. Seitdem wurde das Magazin nur noch im digitalen Format betrieben. Die Juice hatte seitdem als einziges Hip-Hop-Magazin im deutschsprachigen Raum ein digitales Abo-Modell, bei welchem gewisse Inhalte nur kostenpflichtig einsehbar waren.
Um als Unternehmen infolge ausbleibender Werbeerlöse wegen der Coronakrise nicht noch größeren Schaden zu nehmen, musste die Piranha Media GmbH zum 1. September 2022 auch den Betrieb des Online-Magazins einstellen.

## Bedeutung
Die Juice zählte während ihrer Zeit als Printmedium zu den wichtigsten und auflagenstärksten Musikzeitschriften im deutschsprachigen Raum, weswegen ihr vielfach ein „stilbildender“ Einfluss nachgesagt wurde. So sei das Magazin laut Süddeutsche-Zeitung-Autor Johann Voigt zu Hochzeiten auch in der Lage gewesen, „über Erfolg und Misserfolg eines Rappers“ zu entscheiden und „Begriffe und Karrieren“ zu prägen. Neben dem Dasein als „unumstößliche Instanz im Deutschrap“ war es aufgrund der Vielfalt an Formaten und porträtierten Künstlern außerdem auch „international von Relevanz“ und die europaweit bedeutendste Publikation dieser Art.
Die Zeitschrift ist darüber hinaus Gegenstand einer Vielzahl von Deutschrap-Liedern und wurde auf diese Weise von etlichen Rappern rezipiert, darunter Bushido, RAF Camora, Dendemann, Eko Fresh, Shindy und Samy Deluxe. Als Hip-Hop-Musiker auf der Titelseite einer Ausgabe, dem sogenannten „Juice-Cover“, abgebildet zu werden, galt innerhalb der Szene als ebenso begehrte wie prestigeträchtige Auszeichnung und glich einem Ritterschlag.
Mit zunehmender Verbreitung von Social-Media-Präsenzen, die die Juice als Sprachrohr für Künstler in weiten Teilen überflüssig machten, ließen Verkaufszahlen und Bedeutung des Magazins ab 2009 allerdings stetig nach. Hinzu kam das schlagartige Entstehen zahlreicher Online-Portale für Hip-Hop-Kultur und Rapmusik, die wegen ihrer oft tagesaktuellen und niedrigschwellig zugänglichen Berichterstattung schnell in Konkurrenz zu den konventionellen Informationsmedien traten. Ebenso machte die dauerhafte Etablierung von Streamingdiensten wie Spotify und Deezer den Informationsgewinn zu Neuerscheinungen aus „zweiter Hand“ praktisch obsolet.

## Feste Rubriken der gedruckten Zeitschrift

### Vs. The Beats
In der Rubrik „…vs. the Beats“ wurden einem Künstler verschiedene Songs vorgespielt. Diese wurden von den Künstlern bewertet. Bei den Hip-Hop-Musikern handelte es sich um Rapper, Produzenten oder auch genrefremde Musiker und Prominente.

### All Time Classic
Als weitere Rubrik der Zeitschrift Juice gab es in vielen Ausgaben der Zeitschrift den Bereich All Time Classic. Ein ein- bis zweiseitiger Bericht fasste dabei die wichtigsten Informationen zu einem Rapper oder einer Crew, die Entscheidendes für die Hip-Hop-Kultur beigetragen haben oder Alben veröffentlicht haben, die heute als Klassiker bezeichnet werden, zusammen. So gab es unter anderem Berichte zu: Tuff Crew, Coldcut, DJ Jazzy Jeff & The Fresh Prince, Original Concept, The WhoRidas, LSD, Newcleus, Hijack, DJ Red Alert, Kenny Dope Gonzalez, X-Clan, K-Rino, Boogie Down Productions, Henry Chalfant & Arabian Prince.

## Juice CD
Die Juice CD war ein Sampler, der der gedruckten Zeitschrift Juice beigelegt war. Auf den CDs befanden sich Lieder von unterschiedlichen Künstlern, die dem Musikgenre Hip-Hop zuzuordnen sind. Die erste Juice CD war der Ausgabe 23 beigelegt. Die letzte Juice CD erschien als #148 (Ausgabe 193) im Juli 2019.
Bis zur 66. Ausgabe der Juice CD waren zehn Titel pro CD zu finden. Zur September-Ausgabe 2006 wurde diese Anzahl auf 15 erhöht; zuletzt waren meist 12 Lieder auf der CD zu finden. Bei den Liedern handelte es sich vielfach exklusive Aufnahmen, welche als Juice Exclusives bezeichnet werden. Juice CD #60 und #78 (Ausgabe 100) waren die ersten Juice CDs, die nur exklusive Tracks enthielten. Die 82. Ausgabe der CD war ein Dynamite-Deluxe-Special, auf dem Künstler (Max Herre, Azad, Marsimoto und andere) den Klassiker Deluxe Soundsystem remixten. 2014 erschien die 1000 Bars EP von Eko Fresh, welches den Rekord des längsten Deutschrap-Songs aufstellte. Die 1000 Bars EP enthält ein etwa einstündiges Lied mit 1000 Versen und ist nur auf der Juice-CD erschienen. Hierzu erschien noch eine 3-CD Special Edition, mit 1000 Bars + 500 Bars + 700 Bars als Juice EP.
Fehlpressungen:
Bei CD #22 ist die Hülle eine Fehlpressung, auf der Vorderseite ist fälschlicherweise #21 und nicht #22 gedruckt.
Bei CD #37 ist die CD eine Fehlpressung, auf der Vorderseite ist fälschlicherweise die Vorderseite der CD #36 gedruckt.
Juice Exclusive und Special Issue CD/DVD/Vinyl:
- Eko Fresh feat Kölscher Kraat – Echt Kölscher Kraat
- Samy Deluxe – Baus Kingskis Late Night Sessions
- Marsimoto – Green Juice
- Herr Sorge – Zukunftsorientierte Endzeitmusik „Juice Exclusive EP“
- Raf Camora – Anthrazit RR
- Max Herre – Hallo Welt Kahedi Radio Live „Juice Exclusive EP“
- Die Orsons – Jetzt EP
- Prinz Pi – Innenseiten eines Aussenseiters „Juice EP“
- Favorite – Dionysos „Juice EP“
- Sido – Die Goldenen Remixes
- Megaloh/Trettmann/Kitschkrieg/Here&Mango
- Leaders of the new School – Juice EP
- Haftbefehl – Azzlack Kommandant „Juice Exclusive EP“
- Chakuza – In Vallis „Juice EP“
- Rasul – Writing Colours
- Erdeka, Olson, Prinz Pi, Prinz Porno – Keine Liebe „Juice EP“
- 20 Years Tommy Boy – Mix Compiled by Arthur Baker for Juice
- SSIO / Megaloh – Juice Exclusive EP
- Prinz Pi – Musik Akustik Live DVD
- Rap in D – Juice DVD
- 10 Jahre Juice DVD
- Juice Jam 09 DVD
- Splash Moments DVD
- Kool Savas – Making of Aura DVD
- Olli Banjo – Exclusive
- Prinz Pi – Achse des schönen „Juice Exclusive EP“
- Curse – 20 Feuerwasser 10 „Juice Exclusive EP“
- Eko Fresh – 1000 Bars „Juice EP“
- Eko Fresh – 1000 + 500 + 700 Bars „Juice EP“ (3-CD Special Edition)
- Kool Savas – Was hat S.A.V. da vor? „Juice Exclusive EP“
- Master Blaster – JUICE Compilation Vol.1 (2000, Doppel-CD und Vinyl 4-LP)
- Master Blaster – JUICE Compilation Vol.2 (2001, Doppel-CD und Vinyl 4-LP)
- Juice LP – Allstar Selection (2001, Doppel-CD)
- Beginner – Eimsbush Unterhose „Juice Exclusive Single“ (2016, 7" Vinyl)

## 6-Kronen-Alben
Insgesamt 27 Alben erhielten in der Print-Ausgabe der Juice die Höchstwertung von sechs Kronen. Bis zur 100. Ausgabe der Juice wurde diese Wertung 19-mal vergeben, die Ausgabe benannte in einer rückblickenden Auflistung jedoch irrtümlich nur 18 dieser Alben (es fehlte das Album The Isolationist aus dem Juni 1999). Die 27 Alben mit Höchstwertung sind:
| Interpret            | Album                               | Ausgabe               |
| -------------------- | ----------------------------------- | --------------------- |
| Gravediggaz          | The Pick, the Sickle and the Shovel | Januar 1997           |
| Rakim                | The 18th Letter                     | Januar 1998           |
| Gang Starr           | Moment of Truth                     | März 1998             |
| Big Pun              | Capital Punishment                  | April 1998            |
| A Tribe Called Quest | The Love Movement                   | Mai 1998              |
| Black Eyed Peas      | Behind the Front                    | Mai 1998              |
| DJ Pogo presents     | The Breaks                          | Mai 1998              |
| Flipmode Squad       | The Imperial                        | Juni 1998             |
| Defari               | Focused Daily                       | Juni 1998             |
| Rasco                | Time Waits for No Man               | Juni 1998             |
| Method Man           | Tical 2000: Judgement Day           | Februar 1999          |
| The Roots            | Things Fall Apart                   | März 1999             |
| Eins Zwo             | Gefährliches Halbwissen             | Mai 1999              |
| The Isolationist     | The Isolationist                    | Juni 1999             |
| Feinkost Paranoia    | Biofeedback                         | Oktober 1999          |
| Mos Def              | Black on Both Sides                 | November 1999         |
| Jan Delay            | Searching for the Jan Soul Rebels   | April 2001            |
| Busta Rhymes         | The Big Bang                        | Juli 2006             |
| Clipse               | Hell Hath No Fury                   | Februar 2007          |
| Kanye West           | My Beautiful Dark Twisted Fantasy   | Januar/Februar 2011   |
| Casper               | XOXO                                | Juli/August 2011      |
| Kendrick Lamar       | Good Kid, M.a.a.d. City             | Januar/Februar 2013   |
| Casper               | Hinterland                          | Oktober/November 2013 |
| Marteria             | Zum Glück in die Zukunft II         | März 2014             |
| Haftbefehl           | Russisch Roulette                   | Dezember 2014         |
| Kendrick Lamar       | To Pimp a Butterfly                 | Mai 2015              |
| Trettmann            | #DIY                                | November 2017         |

In der 100. Ausgabe der Juice wurden acht Alben, die von der Juice ursprünglich mit weniger als sechs Kronen bewertet worden waren, nachträglich mit der Höchstwertung ausgezeichnet, da sie rückblickend betrachtet einen Klassiker-Status einnehmen. Diese sind:
| Interpret         | Album                    | Ausgabe der Erstbewertung |
| ----------------- | ------------------------ | ------------------------- |
| OutKast           | Aquemini                 | Juni 1998                 |
| Absolute Beginner | Bambule                  | Juni 1998                 |
| Dr. Dre           | 2001                     | Februar 2000              |
| Common            | Like Water for Chocolate | Mai 2000                  |
| Jay-Z             | The Blueprint            | November 2001             |
| 50 Cent           | Get Rich or Die Tryin’   | Februar 2003              |
| Jay-Z             | The Black Album          | Februar 2004              |

In der Mai-Ausgabe 2009 erschien ein umfangreicher Artikel über die Gruppe Beastie Boys, in dem die Alben jener Formation (z. T. erneut) bewertet wurden. Hierbei erhielt das Album Paul’s Boutique, das Jahre vor der ersten Ausgabe der Juice erschienen war, die Wertung „sechs Kronen“.

## Juice Awards
Die Juice vergab jedes Jahr die sogenannten Juice Awards. Diese wurden in diversen Kategorien von den Lesern der Juice ernannt. Dabei konnten die Leser in einem Online-Fragebogen ihre Entscheidung versenden.